# Podjęzycze
 Podjęzycze (łac. lyssa, sublingua) – struktura anatomiczna znajdująca się w obrębie języka.
Podjęzycze jest dobrze rozwinięte zwłaszcza u torbaczy, podobnie jak u małpiatek.
U psa podjęzycze leży pod błoną śluzową pokrywającą język od dołu w jego części dystalnej. Znajduje się pomiędzy lewym i prawym mięśniem bródkowo-językowym.
Podjęzycze sa cechuje się obłym, wrzecionowatym kształtem. Buduje je tkanka łączna, w tym niekiedy tkanka chrzęstna.
U człowieka obserwuje się fałdy strzępiaste (plicae fimbriatae), u dziecka znacznie wydatniejsze, niż u dorosłego. Są one wąskie i niskie, o zazębionych brzegach. Odchodzą po obu stronach wędzidełka języka. Część specjalistów uważa je za pozostałość podjęzycza u człowieka.
Łacińska nazwa podjęzycza lyssa oznacza „wściekłość”, „szaleństwo”. W przeszłości bowiem uważano tę strukturę za przyczynę wścieklizny. Dziś wiadomo, że wścieklizna jest to choroba zakaźna, przenoszona przez wirusa wścieklizny. Funkcja podjęzycza nadal nie jest jednak znana.